# Скорпіон (фільм, 1977)
«Скорпіон» (інша назва: «Пастор із Рейги») — радянський художній фільм 1977 року, знятий режисером Юрі Мююром на кіностудії «Талліннфільм».

## Сюжет
За мотивами оповідання Айно Калласа «Пастор із Рейги». Дія відбувається на початку сімнадцятого століття. Сім'я пастора Лемпеліуса-Скорпіона пережила драму. Він прибуває у вигнання з Таллінна на острів, до приходу Рейги.

## У ролях
- Мікк Міківер — Пауль Лемпеліус (дублював А. Карапетян)
- Елле Кулль — Катаріна Віцкен (дублювала Ю. Бугаєва)
- Тину Міківер — Іонас Кемпе (дублював В. Антоник)
- Евалд Аавік — звонар (дублював О. Сафонов)
- Іта Евер — роль другого плану
- Ейлі Сільд-Торга — господарка
- Мерле Тальвік — роль другого плану
- Кюллікі Сальдре-Тоол — роль другого плану
- Сійм Руллі — слуга
- Лійна Саарі — роль другого плану
- Вяйно Лаєс — роль другого плану
- Хейно Мандрі — суддя
- Аго Саллер — роль другого плану
- Костянтин Калд — роль другого плану
- Кадрі Яятма — роль другого плану
- Калле Арула — роль другого плану
- Тійна Метс — роль другого плану
- Пеет Райг — голова консісторії

## Знімальна група
- Режисер — Юрі Мююр
- Сценарист — Валентин Куйк
- Оператор — Михайло Дороватовський
- Композитор — Ейно Тамберґ
- Художник — Халья Клаар